# 河佑善
河佑善（韓語：하유선，1982年9月11日—），韩国多栖艺人，早期以艺名하소연从事电影活动，以歌曲《Question》为人所知。

## 作品

### 电影
- 《河小演》（2002）
- 《哥哥的火柱》（2002）
- 《偶然》（2003）

### 音乐专辑
- 《Question》（2005），主打歌《Question》有科幻风格的MV，它以人类与人形机器人的纠葛为主题，被游戏《勁舞團》收录，深受当时的青少年喜爱。也因其过分的性感和霸凌情节（用户对不会动的人形机器人施暴）引发争议。
- 《1.2.3.4》（2007）

### 单曲
- 《Miracle》（2024）